# アントニオ・ホセ
アントニオ・ホセ（Antonio José, 1902年12月12日 – 1936年10月10日）は、スペインの作曲家・教育者・指揮者。ブルゴス出身で本名はアントニオ・ホセ・マルティネス・パラシオス（Antonio José Martínez Palacios）だが、筆名においては姓を省いた。イエズス会系の学校で音楽教師を務めるかたわら、ブルゴス市の合唱指揮者として活動した。フェデリコ・ガルシア・ロルカやサルバドール・ダリと親交を結ぶ。ロルカと同じくファランヘ党員によって拷問の末に虐殺された。
モーリス・ラヴェルによって、「来るべき時代のスペイン楽壇を担う」逸材として将来を嘱望されたが、早すぎる死により、そのようなことは実現しなかった。1980年代まで殆ど忘れられた作曲家だったのである。1933年にレヒノ・サインス・デ・ラ・マーサのために作曲された《ギター・ソナタ》が代表作であるが、1990年まで出版されなかった。

## 文献
- Gilardino, Angelo (1990). Introduction to Antonio José Sonata. Ancona: Berbèn.
- Palacios Garoz, Miguel Ángel (2002). En tinta roja: cartas y otros escritos de Antonio José. Burgos: Instituto Municipal de Cultura.